# Matti Perttilä
Matti Rudolf „Masa” Perttilä (ur. 21 stycznia 1886, zm. 12 maja 1968) – fiński zapaśnik. Brązowy medalista olimpijski z Antwerpii 1920, w wadze średniej.
Wicemistrz kraju w 1920 i 1922 roku.

## Letnie Igrzyska Olimpijskie 1920
| Konkurencja           | Rundy eliminacyjne     | Rundy eliminacyjne    | Rundy eliminacyjne      | Finały                   | Turniej o srebrny medal     | Turniej o srebrny medal | Turniej o brązowy medal      | Turniej o brązowy medal | Klas. końcowa |
| Konkurencja           | 1/16                   | 1/8                   | 1/4                     | 1/2                      | Przeciwnik I                | Przeciwnik II           | Przeciwnik I                 | Przeciwnik II           | Miejsce       |
| --------------------- | ---------------------- | --------------------- | ----------------------- | ------------------------ | --------------------------- | ----------------------- | ---------------------------- | ----------------------- | ------------- |
| 75 kg styl klasyczny. | Oscar Cornelis (BEL) Z | Svend Nielsen (DEN) Z | Edvin Fältström (SWE) Z | Calle Westergren (SWE) P | Emiel Vanderleenden (BEL) Z | Arthur Lindfors (FIN) P | Johannes Eillebrecht (NED) Z | Sjur Johnsen (NOR) Z    | 3.            |